# Islamgesetz 2015
Das Islamgesetz 2015 in Österreich wurde am 30. März 2015 vom Nationalrat erlassen.

## Inhalt
Staatlich anerkannte islamische Religionsgemeinschaften in Österreich und damit Körperschaften des öffentlichen Rechts sind die Islamische Glaubensgemeinschaft in Österreich (IGGiÖ) und die Alevitische Glaubensgemeinschaft in Österreich (ALEVI), mit denen sowohl das Integrations- als auch das Kultusministerium Verhandlungen führte.
Im neuen Gesetz wird ein ausdrücklicher Vorrang des österreichischen Rechts vor den islamischen Glaubensvorschriften festgelegt. Muslime in Österreich müssen sich der heimischen Gesetzgebung unterordnen und „können sich bei der Pflicht zur Einhaltung allgemeiner staatlicher Normen nicht auf innerreligionsgesellschaftliche Regelungen oder die Lehre berufen“. Zudem wird für islamische Religionsgesellschaften „eine positive Grundeinstellung gegenüber Gesellschaft und Staat“ gefordert; eine Bestimmung, die sich ohne Einschränkung auf islamische Religionsgemeinschaften wortgleich schon im Bekenntnisgemeinschaftengesetz von 1998 findet.
Abschnitt 6 fordert, die „Mittel für die gewöhnliche Tätigkeit zur Befriedigung der religiösen Bedürfnisse ihrer Mitglieder“ seien im Inland aufzubringen. Nach § 14 müssen islamische Glaubensgemeinden künftig Imame und weitere Funktionsträger entlassen, sollten diese zu einer Freiheitsstrafe von ab einem Jahr verurteilt worden sein, oder „durch ihr Verhalten die öffentliche Sicherheit, Ordnung, Gesundheit und Moral oder die Rechte und Freiheiten anderer nachhaltig gefährden“.
Das Islamgesetz bestimmt, dass für das Recht von Muslimen auf religiöse Betreuung im Bundesheer, in Justizanstalten sowie in Krankenhäusern und Pflegeheimen nur Personen als Seelsorger infrage kommen, die ein islamisch-theologisches Studium oder eine gleichwertige Ausbildung abgeschlossen haben und über Deutschkenntnisse auf Maturaniveau verfügen. Zudem werden islamische Speisevorschriften, die in den Halal-Regelungen festgelegt sind, ausdrücklich anerkannt, dazu gehört auch die Legalisierung des Schächtens.

## Rezeption und Auswirkungen
Das Gesetz führte schon in der Vorbereitungsphase zu teils heftigen Kontroversen. Der Politikwissenschaftler Farid Hafez sprach in diesem Zusammenhang von „institutionalisierter Islamophobie“, während FPÖ-Chef Heinz-Christian Strache das vorgesehene Verbot der Auslandsfinanzierung als „Placebo“ bezeichnete. In einer Diskussion zwischen dem emeritierten Rechtsprofessor Richard Potz und dem Professor für islamische Religionspädagogik Ednan Aslan betonte Potz die Notwendigkeit eines neuen Islamgesetzes, kritisierte aber gleichzeitig die Vermischung von Religions-, Sicherheits- und Polizeigesetz und betonte, dass einzelne Passagen verfassungswidrig seien. Aslan sprach bei dieser Gelegenheit von „Chancen, sich aus bisher dominantem Einflussbereich nicht europäischer Staaten zu emanzipieren und einen Islam europäischer Prägung zu leben“.
Am 8. Juni 2018 teilte Bundeskanzler Sebastian Kurz mit, wegen Verstößen gegen das Islamgesetz sieben Moscheen schließen und 60 der insgesamt 260 türkischen Imame ausweisen zu wollen. Der Bundeskanzler bezeichnete dies als „Maßnahmen gegen den politischen Islam“. Ibrahim Kalin, Sprecher und Berater des türkischen Staatspräsidenten Recep Tayyip Erdoğan, teilte mit, die vorgesehenen Maßnahmen „spiegeln die islamophobe, rassistische und diskriminierende Welle in diesem Land wider“.

## Sonstiges
Es ersetzt das bisher geltende gleichnamige Gesetz aus dem Jahre 1912.